# Jeffrey Combs
Jeffrey Combs (Oxnard, 9 september 1954) is een Amerikaans acteur. Hij speelt veelvuldig in horrorfilms en in verschillende series van Star Trek. Hij speelde de personages Tiron (een naamloze mensachtige soort), Weyoun (een Vorta), Brunt (een Ferengi) en Kevin Mulkahey (een mens) in Star Trek: Deep Space Nine, Penk (een Norcadian) in Star Trek: Voyager en Commander Shran (een Andorian) en Krem (een Ferengi) in Star Trek: Enterprise.

## Carrière
Combs speelde hoofdpersonage 'Herbert West' in zowel Re-Animator, Bride of Re-Animator als Beyond Re-Animator. Daarnaast is hij te zien in de eveneens op een verhaal van H. P. Lovecraft gebaseerde televisiefilm The Dunwich Horror en verfilmingen van nog zes andere Lovecraft-verhalen. Hij speelde Lovecraft zelf in de film Necronomicon en sprak de stem in van het personage 'H.P. Lovecraft' in de animatiefilm Howard Lovecraft and the Kingdom of Madness.
Combs debuteerde in het horrorgenre in de film Frightmare uit 1983. Twee jaar later verwierf hij een cultstatus nadat hij te zien was als 'Herbert West' in Re-Animator. Tientallen horrorrollen volgden. Daarnaast is hij te zien in onder meer een aanzienlijk aantal sciencefictionfilms en -series.
Combs speelde gastrollen in televisieseries zoals The 4400, Jake and the Fatman en CSI: Crime Scene Investigation. Daarnaast is hij te horen als stemacteur in animatieseries als Transformers: Prime, Transformers: Robots in Disguise, Justice League Unlimited, The New Batman Adventures en Spider-Man: The New Animated Series.

## Filmografie
*Exclusief televisiefilms
| - Holiday Hell (2019) - Howard Lovecraft and the Kingdom of Madness (2018, stem) - Unbelievable!!!!! (2018) - Scooby-Doo & Batman: The Brave and the Bold (2018, stem) - Howard Lovecraft & the Undersea Kingdom (2017, stem) - Art School of Horrors (2015) - Beethoven's Treasure (2014) - Suburban Gothic (2014) - The Penny Dreadful Picture Show (2013) - Motivational Growth (2013) - Favor (2013) - Elf-Man (2012) - Would You Rather (2012) - Night of the Living Dead 3D: Re-Animation (2012) - Dorothy and the Witches of Oz (2012) - American Bandits: Frank and Jesse James (2010) - Urgency (2010) - Dark House (2009) - Parasomnia (2008) - Return to House on Haunted Hill (2007) - Stuck (2007, stem) - Brutal (2007, stem) - The Wizard of Gore (2007) - Masters of Horror:The Black Cat (2007) - Blackwater Valley Exorcism (2006) - Abominable (2006) - Satanic (2006) - Edmond (2005) - All Souls Day: Dia de los Muertos (2005) - Beyond Re-Animator (2003) - FeardotCom (2002) - Contagion (2002) | - Horror in the Attic (2001) - Faust: Love of the Damned (2000) - House on Haunted Hill (1999) - I Still Know What You Did Last Summer (1998) - Caught Up (1998) - Spoiler (1998) - Time Tracers (1997) - Snide and Prejudice (1997) - The Frighteners (1996) - Castle Freak (1995) - Dillinger and Capone (1995) - Felony (1994) - Love and a .45 (1994) - Lurking Fear (1994) - Necronomicon (1993) - Fortress (1992) - Doctor Mordrid (1992) - Death Falls (1991) - Trancers II (1991) - Guyver (1991) - The Pit and the Pendulum (1991) - Bride of Re-Animator (1990) - Robot Jox (1989) - Pulse Pounders (1988) - The Phantom Empire (1988) - Cellar Dweller (1988) - From Beyond (1986) - Re-Animator (1985) - The Man with Two Brains (1983) - Frightmare (1983) - Whose Life Is It Anyway? (1981) - Honky Tonk Freeway (1981) |

## Televisieseries
*Exclusief eenmalige (gast)rollen
- Tigtone - stem Prince Lavender (2018-2019, drie afleveringen)
- Transformers: Robots in Disguise - stem Ratchet (2016-2017, vier afleveringen)
- Teenage Mutant Ninja Turtles - stem Victor Falco / Rat King (2012-2016, vier afleveringen)
- Gotham - Office Manager (2015, twee afleveringen)
- Ben 10: Omniverse - stem Kuphulu (2014, twee afleveringen)
- Doom Patrol - stem Chief (2013, drie afleveringen)
- Transformers: Prime - Ratchet (2010-2013, 56 afleveringen)
- The Avengers: Earth's Mightiest Heroes - stem Samuel Sterns/The Leader (2010-2012, vijf afleveringen)
- The Witches of Oz - Frank (2011, twee afleveringen)
- Scooby-Doo! Mystery Incorporated - stem H.P. Hatecraft (2010-2011, twee afleveringen)
- Chadam- Viceroy (2010, zes afleveringen)
- The 4400 - Kevin Burkhoff (2005-2007, vijftien afleveringen)
- Super Robot Monkey Team Hyperforce Go! - stem Gyrus Krinkle (2004-2006, twee afleveringen)
- Justice League Unlimited - stem The Question / Vic Sage (2004-2006, vijf afleveringen)
- Star Trek: Enterprise - Shran / Krem (2001-2005, elf afleveringen)
- Star Trek: Deep Space Nine - Weyoun / Brunt (1994-1999, 32 afleveringen)

- Bibsys: 10005259
- Biblioteca Nacional de España: XX1550578
- Bibliothèque nationale de France: cb14165920f (data)
- Catàleg d'autoritats de noms i títols de Catalunya: 981058523032906706
- Gemeinsame Normdatei: 1117735818
- International Standard Name Identifier: 0000 0001 1490 480X
- Library of Congress Control Number: no99076024
- MusicBrainz: cafb16b2-7652-49f5-a5e1-136c4fbbe47f
- Nationale Bibliotheek van Tsjechië: pna2005274543
- Nationale Bibliotheek van Israël: 987012329495705171
- Système universitaire de documentation: 176949054
- Virtual International Authority File: 39585856
- WorldCat: E39PBJg8Jqkr9RGFhc3rBWPG73